# Tecumseh (Nebraska)
Tecumseh és una població dels Estats Units a l'estat de Nebraska. Segons el cens del 2000 tenia 1.716 habitants.

## Demografia
Segons el cens del 2000, Tecumseh tenia 1.716 habitants, 729 habitatges, i 446 famílies. La densitat de població era de 447,7 habitants per km².
Dels 729 habitatges en un 28,8% hi vivien nens de menys de 18 anys, en un 50,9% hi vivien parelles casades, en un 7% dones solteres, i en un 38,7% no eren unitats familiars. En el 34,6% dels habitatges hi vivien persones soles el 21,1% de les quals corresponia a persones de 65 anys o més que vivien soles. El nombre mitjà de persones vivint en cada habitatge era de 2,27 i el nombre mitjà de persones que vivien en cada família era de 2,93.
Per edats la població es repartia de la següent manera: un 24% tenia menys de 18 anys, un 6,1% entre 18 i 24, un 24,4% entre 25 i 44, un 20,6% de 45 a 60 i un 25% 65 anys o més.
L'edat mediana era de 42 anys. Per cada 100 dones de 18 o més anys hi havia 79,9 homes.
La renda mediana per habitatge era de 31.844 $ i la renda mediana per família de 42.337 $. Els homes tenien una renda mediana de 27.228 $ mentre que les dones 19.896 $. La renda per capita de la població era de 16.194 $. Aproximadament el 8,4% de les famílies i l'11,9% de la població estaven per davall del llindar de pobresa.

## Poblacions més properes
El següent diagrama mostra les poblacions més properes.